# Cerkev sv. Jerneja, Slovenska Bistrica
Cerkev sv. Jerneja stoji v Slovenski Bistrici.
Župnijska cerkev svetega Jerneja, ki se v starih listinah prvič omenja okoli leta 1240, verjetno ni starejša od tega datuma. Prvotno je bila to enoladijska cerkev s kornim zvonikom. V začetku 16. stoletja je bila razširjena v dvoladijski prostor s prizidano Marijino kapelo. Današnjo izgled pa je dobila okoli leta 1720, ko so na zahodni strani prizidali nov prezbiterij, starega, ki je stal v pritličju zvonika, pa preuredili v vhodno vežo. Dvoransko preoblikovani ladji so dodali z ograjo ograjen nadstropni prostor s pevskim korom in kapelo svetega Frančiška Ksaverja. Leta 1730 je bila cerkev s 7 oltarji posvečena.
V notranjosti so ohranjene freske slikarjev Flurerja in Lerchingerja, oltarji pa so delo Holzingerjeve delavnice. Na glavnem oltarju je dragocena Schmidtova slika Poveličanje svetega Jerneja iz leta 1787. V cerkvi je še šest renesančnih nagrobnikov in orgle iz leta 1724.